# Nunilona
Nunilona, Nunila – imię żeńskie. Jego patronką jest święta Nunilona. Formą tego imienia, spotykaną w krajach wschodniosłowiańskich, jest Neonila lub Neonilla.
Nunilona imieniny obchodzi 21 października.